# Bath (Somerset)
Bath je grad u grofoviji Somerset na jugozapadu Engleske. Nalazi se 156 km zapadno od Londona i 21 km jugoistočno od Bristola. Bath je 
glavno središte upravnog Unitarnog tijela (Unitary authority) oblasti Bath and East Somerset North (B & NES).
Grad Bath je upisan na UNESCO-ov popis mjesta svjetske baštine u Europi 1987. god. U gradu se nalaze razna kazališta, muzeji i ostale kulturne i sportske lokacije, koje su učinile da postane glavno središte za turizam s preko milijun noćenja i 3,8 milijuna posjetitelja svake godine. Grad ima dva sveučilišta i nekoliko škola i fakulteta. Tu je i veliki uslužni sektor, a raste i broj informacijskih i komunikacijskih tehnologija, kreativne industrije, te pružanje usluga zapošljavanja za stanovništvo Batha i okolnih područja.

## Povijest
Grad je prvi put osnovan kao rimske toplice latinskog imena Aquae Sulis ("vode Sulisa") 43. god., iako usmena tradicija sugerira da su tplice postojale i prije toga. Rimljani su sagradili kupke i rimski hram na okolnim brdima Batha u dolini rijeke Avon oko toplih vrela, koje su jedini takav prirodni izvor Velikoj Britaniji. [4]. Edgar I. Miroljubivi je okrunjen za kralja Engleske u Opatiji Bath 973. god. Mnogo godina kasnije, Bath je postao popularan kao odmaralište s toplicama (Spa resort) u georgijanskom dobu što je dovelo do velike ekspanzije neoklasicističke arhitekture od plavog Bath kamena u paladijanskom stilu.
Kraljevskom poveljom mu je kraljica Elizabeta I. 1590. god. dodijelila status grada, a 1889. god. postao je središte općine čime je ostvario administrativnu neovisnost od grofovijskog središta, Somerseta. Grad je postao dijelom grofovje Avona po njenom osnutku 1974. god., ali je od 1996, kada je Avon ukinut, Bath je postao upravno središte pokrajine.

## Znamenitosti
Sve značajne faze engleske povijesti su zastupljeni u gradu, od Rimskih termi (uključujući i stariju keltsku prisutnost), preko srednjovjekovne Opatije Bath i "Kraljesvkog polumjeseca" (Royal Crescent) iz 18. st., do terma Bath Spa iz 2000. god. 
Rimske kupke su arheološki lokalitet koji se nalazi 6 m ispod razine današnjeg grada. Oko termalnog vrela nalaze se ostaci rimskih termi, do vrha stupova koji su na razini gradskih ulica, uključujući sveto vrelo (najtoplije u Velikoj Britaniji), rimski hram, terme i muzej s artefaktima pronađenima tijekom iskapanja na ovom mjestu. Sve ostalo iznad je kasnija nadgradnja toplica, kao što je slavna „Soba velike pumpe” iz 18. stoljeća. Ove kupke su jedna od najvećih turističkih atrakcija u Velikoj Britaniji koju posjećuje više od milijun posjetitelja godišnje
Opatija Bath je normanska crkva izgrađena na starijim temeljima i obnovljena u engleskom gotičkom stilu u 16. st. s lepezastim svodom.
Bath je postao vodeći centar mondenog života u Engleskoj tijekom 18. stoljeća. Tada je izgrađeno Kraljevsko kazalište u Bathu, kao i bitan arhitektonski razvoj, kao što su Lansdownov polumjesec, Kraljevski polumjesec (Royal Crescent), Circus i Pulteneyev most. Većina građevina je od posebnog plavog Bath kamena i u paladijevskom stilu neoklasicizma.
- Circus, latinski: Krug, (1754. – 68.) je stambeni kompleks u obliku tri luka koji zatvaraju krug, a arhitekt John Wood je bio inpiriran rimskim Kolosejom, što se vidi iz njegovih dekoracija.
- Kraljevski polumjesec (1767. – 74.), arhitekta Johna Wooda Mlađeg, je spoj 30 stambenih zgrada u obliku poluprstena s potpuno simetričnom fasadom ukrašenom jonskim stupovima.
- Pulteneyev most (oko 1770.) je izgradio Robert Adam po uzoru na Rialto most u Veneciji s brojnim trgovinama.
- Ostale znamenite građevine iz tog doba su: Pump Room i Guildhall (Thomas Baldwin).

- Kamen s runama koji označava pogibiju Vikinga u Bathu
- Opatija Bath
- Kraljevsko kazalište
- Soba velike pumpe u toplicama
- Pulteneyev most
- Sveučilište Bath

Od 2006. god., otvaranjem toplica Bath Spa, grad je pokušao iskoristiti svoju povijesnu poziciju kao jedini grad u Velikoj Britaniji koji nudi posjetiteljima priliku da se okupaju u prirodno grijanoj izvorskoj vodi. Ovu je inicijativu prepoznao UNESCO, te su njegove toplice uvrštene 2021. godine na popis svjetske baštine kao dio zajedničke baštine nekoliko europskih gradova pod anzivom „Veliki lječilišni gradovi Europe”

## Kultura i turizam
Danas, Bath ima pet kazališta: Kraljevsko kazalište, Studio Ustinov, Jaje, Rondo kazalište i Misijsko kazalište, koja privlače mnoge međunarodne kazališne skupine. Grad ima i dugogodišnju glazbenu tradiciju, a najveći koncerti u gradu održavaju se svake godine u Opatiji Bath koja ima Klais orgulje. U Gradu se svake godine održavaju i Bath International Music Festival i Mozartfest u Forumu s 1,700 mjesta. Ostali festivali uključuju godišnji filmski festival, Festival književnosti, Fringe festival i Festival piva, te Bach festival koji se javljaja u intervalima svake dvije i pol godine. 
U gradu se nalaze Umjetnička galerija Victoria, Muzej istočnoazijske umjetnosti, i Muzej umjetnosti Holburne, te brojne komercijalne umjetničke galerije i antikvarnice, kao i brojni muzeji, među kojima i Poštanski muzej, Modni muzej, Centar Jane Austen, Herschelov muzej astronomije i Rimske kupke. 
Povijest grada je prikazana u Zgradi Bath zbirke koja se nalazi u zgradi koja je izgrađena 1765. god. kao Prezbiterijanska crkva sv. Trojstva. 
Veličina turizma ogleda se u gotovo 300 mjesta smještaja, uključujući više od 80 hotela s više od 180 pansiona, od kojih se mnogi nalaze u georgijanskim zgradama. Dva hotela imaj ocjenu 5 zvjezdica. Grad također ima oko 100 restorana, te podjednak broj kafea i barova. Nekoliko tvrtki nude autobusne ture po gradu s otvorenim krovom, kao i izlete pješice na rijeku. 

## Gradovi prijatelji
Bath je zbratimljen s gradovima:
- Aix-en-Provence, Francuska
- Alkmaar, Nizozemska
- Braunschweig, Njemačka
- Kaposvár, Mađarska
- Beppu, Japan

## Vanjske poveznice
- Official tourist information